# Ján Albrecht
Ján Albrecht (auch Hans Albrecht; * 7. Januar 1919 in Prešporok, Tschechoslowakei; † 20. November 1996 ebenda) war ein slowakischer Musikwissenschaftler, Musikpädagoge und Hochschullehrer.

## Leben
Ján Albrecht ist der Sohn des Dirigenten Alexander Albrecht und Margarete von Fischer. Er besuchte die deutschsprachige Volksschule und das Realgymnasium in Bratislava. Nach der Matura begann er ein Studium an der Comenius-Universität Bratislava in Mathematik und Physik. Schon als Kind lernte er Violine, studierte aber erst nach dem Zweiten Weltkrieg in den Jahren 1945 bis 1950 dieses Instrument am Konservatorium und im Anschluss an der kurz vorher eröffneten Hochschule für Musik, beides in Bratislava. Während dieser Zeit war er auch im Bratislavaer Opernorchester angestellt.
Ab 1955 unterrichtete Albrecht zunächst an der Pädagogischen Hochschule in Bratislava und ab 1967 in Trnava, wo er auch ein Kammerorchester gründete. Zusätzlich unterrichtete er zuerst am Konservatorium der Hauptstadt. Im Jahr 1973 wechselte er an die Musikhochschule, wo er Viola und Kammermusik unterrichtete. Ebenfalls 1973 gründete er das Musikensemble Musica Aeterna, das vor allem mit historischen Aufführungen, wie aus dem Mittelalter oder der Renaissance und später europäischer Musik aus dem 17. und 18. Jahrhundert, auch internationale Anerkennung fand.
Die Professur erhielt er im Jahr 1995. An der Musikhochschule blieb er bis zu seinem Tod am 20. November 1996.

## Würdigung

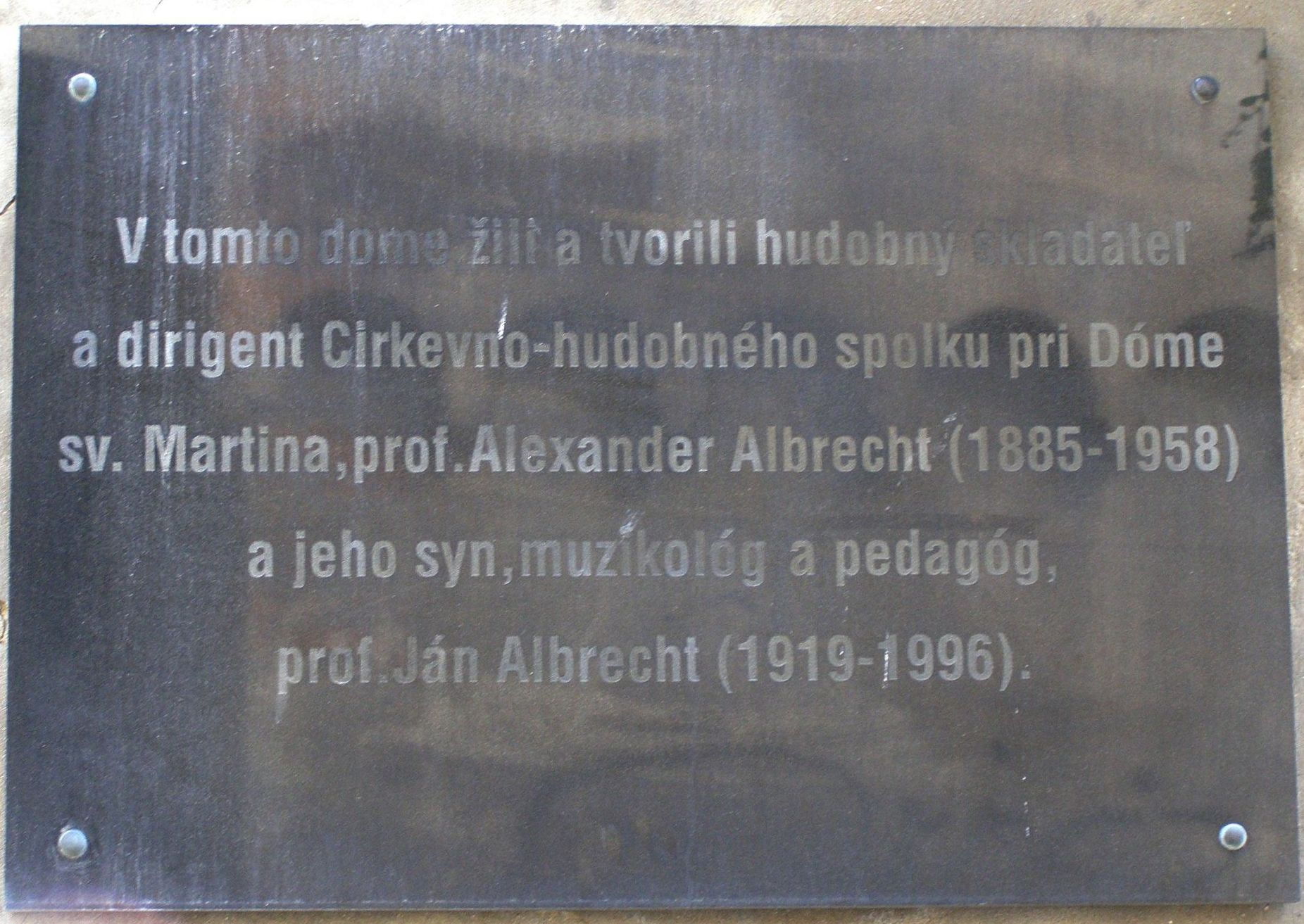
Gedenktafel in Bratislava

Am ehemaligen Wohnhaus der Familie in der Straße Kapitulská ulica in Bratislava wurde eine Erinnerungstafel an ihn und seinen Vater angebracht. Diese ist ebenfalls auf der Kulturdenkmalliste der Slowakischen Republik eingetragen.